# ججتسه (شهرستان کراپکوویتسه)
ججتسه (به لهستانی:  Dziedzice) یک روستا در لهستان است که در گمینا ستژلچکی واقع شده‌است. ججتسه ۴۵۰ نفر جمعیت دارد.